# Dennis Cirkin
Dennis Cirkin (Dublín, Leinster, Irlanda, 6 de abril de 2002) es un futbolista inglés de origen irlandés y padres letones. Juega de lateral izquierdo y su equipo actual es el Sunderland Association Football Club de la Premier League, máxima categoría del fútbol inglés.

## Trayectoria
A sus 3 años su familia se mudó a Londres, a sus 9 años se incorporó a las divisiones infantiles Tottenham Hotspur, donde escaló en las diferentes categorías. El 29 de noviembre de 2019 firmó su primer contrato profesional con los Spurs.
En 2020 y 2021, fue convocado al primer equipo por el entrenador José Mourinho pero no tuvo minutos. El 11 de agosto de 2021 fue anunciado su fichaje por Sunderland.
Debutó como profesional el 14 de agosto de 2021, fue titular para enfrentar a MK Dons y ganaron 1-2 en el Stadium MK. Disputó su primer encuentro oficial con 19 años y la camiseta número 17.

## Selección nacional
Ha sido parte de la selección de fútbol de Inglaterra en las categorías juveniles sub-16, sub-17, sub-18, sub-20 y sub-21.

## Estadísticas

### Clubes
Actualizado al último partido disputado el 13 de mayo de 2025.
| Club                               | Div.          | Temporada     | Liga  | Liga  | Liga   | Copas nacionales | Copas nacionales | Copas nacionales | Copas internacionales | Copas internacionales | Copas internacionales | Total | Total | Total  |
| Club                               | Div.          | Temporada     | Part. | Goles | Asist. | Part.            | Goles            | Asist.           | Part.                 | Goles                 | Asist.                | Part. | Goles | Asist. |
| ---------------------------------- | ------------- | ------------- | ----- | ----- | ------ | ---------------- | ---------------- | ---------------- | --------------------- | --------------------- | --------------------- | ----- | ----- | ------ |
| Tottenham Hotspur F. C. Inglaterra | 1.ª           | 2019-20       | 0     | 0     | 0      | 0                | 0                | 0                | -                     | -                     | -                     | 0     | 0     | 0      |
| Tottenham Hotspur F. C. Inglaterra | 1.ª           | 2020-21       | -     | -     | -      | -                | -                | -                | 0                     | 0                     | 0                     | 0     | 0     | 0      |
| Tottenham Hotspur F. C. Inglaterra | Total club    | Total club    | 0     | 0     | 0      | 0                | 0                | 0                | 0                     | 0                     | 0                     | 0     | 0     | 0      |
| Sunderland A. F. C. Inglaterra     | 3.ª           | 2021-22       | 37    | 0     | 2      | 4                | 0                | 0                | —                     | —                     | —                     | 41    | 0     | 2      |
| Sunderland A. F. C. Inglaterra     | 2.ª           | 2022-23       | 28    | 5     | 1      | 0                | 0                | 0                | —                     | —                     | —                     | 28    | 5     | 1      |
| Sunderland A. F. C. Inglaterra     | 2.ª           | 2023-24       | 8     | 0     | 1      | -                | -                | -                | —                     | —                     | —                     | 8     | 0     | 1      |
| Sunderland A. F. C. Inglaterra     | 2.ª           | 2024-25       | 39    | 3     | 2      | -                | -                | -                | —                     | —                     | —                     | 39    | 3     | 2      |
| Sunderland A. F. C. Inglaterra     | 1.ª           | 2025-26       | 0     | 0     | 0      | -                | -                | -                | —                     | —                     | —                     | 0     | 0     | 0      |
| Sunderland A. F. C. Inglaterra     | Total club    | Total club    | 112   | 8     | 6      | 4                | 0                | 0                | 0                     | 0                     | 0                     | 116   | 8     | 6      |
| Total carrera                      | Total carrera | Total carrera | 112   | 8     | 6      | 4                | 0                | 0                | 0                     | 0                     | 0                     | 116   | 8     | 6      |
| 1. 2.                              |               |               |       |       |        |                  |                  |                  |                       |                       |                       |       |       |        |

### Selección
Actualizado al último partido disputado el 11 de noviembre de 2021.
| Selección         | Temporada         | Continental | Continental | Continental | Mundial | Mundial | Mundial | Amistosos | Amistosos | Amistosos | Total | Total | Total  |
| Selección         | Temporada         | Part.       | Goles       | Asist.      | Part.   | Goles   | Asist.  | Part.     | Goles     | Asist.    | Part. | Goles | Asist. |
| ----------------- | ----------------- | ----------- | ----------- | ----------- | ------- | ------- | ------- | --------- | --------- | --------- | ----- | ----- | ------ |
| Sub-16 Inglaterra | 2018              | —           | —           | —           | —       | —       | —       | 5         | 0         | 1         | 5     | 0     | 1      |
| Sub-16 Inglaterra | Total sel.        | 0           | 0           | 0           | 0       | 0       | 0       | 5         | 0         | 1         | 5     | 0     | 1      |
| Sub-17 Inglaterra | 2018-19           | -           | -           | -           | —       | —       | —       | 5         | 0         | 0         | 5     | 0     | 0      |
| Sub-17 Inglaterra | Total sel.        | 0           | 0           | 0           | 0       | 0       | 0       | 5         | 0         | 0         | 5     | 0     | 0      |
| Sub-18 Inglaterra | 2019              | —           | —           | —           | —       | —       | —       | 2         | 0         | 0         | 2     | 0     | 0      |
| Sub-18 Inglaterra | Total sel.        | 0           | 0           | 0           | 0       | 0       | 0       | 2         | 0         | 0         | 2     | 0     | 0      |
| Sub-20 Inglaterra | 2021              | —           | —           | —           | —       | —       | —       | 2         | 0         | 0         | 2     | 0     | 0      |
| Sub-20 Inglaterra | Total sel.        | 0           | 0           | 0           | 0       | 0       | 0       | 2         | 0         | 0         | 2     | 0     | 0      |
| Total selecciones | Total selecciones | 0           | 0           | 0           | 0       | 0       | 0       | 14        | 0         | 1         | 14    | 0     | 1      |